# Codrongianos
Codrongianos (en sard, Codronzànos) és un municipi italià, dins de la província de Sàsser. L'any 2007 tenia 1.281 habitants. Es troba a la regió del Tataresu. Limita amb els municipis de Cargeghe, Florinas, Osilo, Ploaghe i Siligo.

## Administració
| Període | Identitat     | Partit        |
| ------- | ------------- | ------------- |
| 2006-   | Luciano Betza | Llista cívica |